# Asprocottus platycephalus
Asprocottus platycephalus är en fiskart som beskrevs av Taliev, 1955. Asprocottus platycephalus ingår i släktet Asprocottus och familjen Abyssocottidae. Inga underarter finns listade.